# Igreja Paroquial de Ferreira do Alentejo
A Igreja Paroquial de Ferreira do Alentejo, igualmente conhecida como Igreja de Nossa Senhora da Assunção e Igreja Matriz de Ferreira do Alentejo, é um edifício religioso na vila de Ferreira do Alentejo, em Portugal.

## História
A igreja foi construída no século XVI. Como sucedeu com os outros edifícios religiosos na vila, passou por sucessivas obras de restauro, tendo conservado apenas de raiz a abóbada do baptistério.

## Descrição
O edifício apresenta uma traça modesta no seu exterior, sendo apesar disso considerada uma das mais belas na região do Alentejo. O seu interior é composto por três naves, destacando-se a abóbada artesoada no baptistério.
Do lado do Evangelho, existe um altar com uma imagem da Nossa Senhora da Luz, com um retábulo quinhentista. À esquerda da capela-mor encontra-se a sepultura de Rui de Sousa, o primeiro donatário da vila, e da sua segunda mulher, D. Branca de Vilhena, com uma inscrição gótica, e brasões colocados em molduras lavradas.
Também possui no seu interior uma reprodução da imagem da padroeira da vila, que alegadamente acompanhou a frota de Vasco da Gama na sua viagem marítima até à Índia.